# Ticonzero
ticonzero è una rivista italiana di management, società ed economia.
Pubblicata a partire dal 1998 dall'Università Bocconi di Milano, nasce l'anno precedente dal progetto di un gruppo di docenti e studiosi universitari. Nel corso degli anni diventa un periodico editoriale autonomo e indipendente, con un target di lettori composto da manager e leader con 35-40 anni e un alto livello d'istruzione.
Nel 2001 vince il premio nazionale "Cenacolo, editoria e innovazione" promosso da Assolombarda, Il Sole 24 Ore, Mediaset, Arnoldo Mondadori Editore, RCS Editori, e presieduto da Umberto Eco.
Ticonzero conta mensilmente circa 30.000 lettori. Con un centinaio di numeri pubblicati, 200 autori e 1000 articoli, è tra i periodici di settore più noti in Italia.